# Тирана (округ)
Тирана (алб. Rrethi i Tiranës) — один з 36 округів Албанії.
Округ займає територію 1238 км² і відноситься до області Тирана. Адміністративний центр і столиця Албанії — місто Тирана.

## Географічне положення
Географічно округ можна розділити на три частини: рівнину, що розкинулася від південної околиці міста Тирана на північний захід у напрямку Адріатичного моря, горбисту місцевість на захід і південь від неї і гори, що примикають до рівнини і горби на сході.
Тиранська рівнина утворена наносами що беруть свій початок в горах річок Зеза, Теркуза, Тирана і Лана, які зливаються на півночі в Ішмі.
Після ліквідації соціалістичного ладу тиранська рівнина і місто Тирана випробували на собі найбільші перетворення в Албанії. Тирана стала великим містом з новими районами. У північно-західній частині Тирани в містечку Камза виникли нетрі, де оселилися тисячі біженців з півночі Албанії. Навколо міста, особливо вздовж дороги на Дуррес, що перетинає долину в південному напрямку, з'явилися численні підприємства. Першою ластівкою стала албанська фабрика «Кока-коли», потім автомобільні концерни, транспортні експедиції і оптові склади, а також торговельні центри. Дорогою на північ у східній частині рівнини знаходяться будівельні фірми та склади будматеріалів. На північному заході — міжнародний аеропорт Тирана, частина якого розташована на території сусіднього округу Круя. Крім промисловості велике значення зберігає сільське господарство. На схід від аеропорту раніше добували кам'яне вугілля.
Пагорби обмежують прямий вихід Тирани до моря і міста Дуррес. Відроги гряди пагорбів Kodra e Gjatë тягнуться з півночі західніше Тирани досягають висоти 491 м. Із наближенням до моря пагорби стають нижчими і закінчуються мисом Kepi i  Родоніт в 50 км на північний схід від Тирани. У Злодії в пагорбах є невеликий проріз висотою близько 60 м. Тут проходять залізниця, автобан і високовольтна лінія. Далі на південь, в долині тече гірська річка Ерзені, широкою дугою огинаючи пагорби. На південь від Ерзені починається гряда пагорбів Kodrat e Krabës, яка виростає в міру свого наближення до півдня до 932 м. Вона утворює природну перепону між Тираною і Ельбасані в долині річки Шкумбіні. Крізь цю гряду, недалеко від найвищої її точки, веде єдина дорога.
Недалеко від шахтарського селища Крраба, де проводився видобуток вугілля, пагорби поступово переходять в гори. У північному напрямку контраст між ними стає різким. Гірський ланцюг Круя височить над рівниною, її вершина Дайт (1613 м) знаходиться в десяти кілометрах від центру Тирани. Разом з лежить південніше горою Пріска (Priska) (1353 м) Дайт утворює центральну частину національного парку територією 29384 га, що охоплює також більшу частину гір Круя. В горах є кілька глибоких ущелин: всі річки перетинають в північно-південному напрямку гірську ланцюг зі сходу на захід. На північному кордоні округу в одній з таких ущелин запружена річка Теркуза, утворила озеро Bovilla, найбільше водосховище округу об'ємом 8 000 000 м³. Два інших ущелини утворюють річка Тирана на північ від гори Дайт і Ерзені на південь від міста Пріска. За цієї гірської ланцюгом починається недоступна гірська країна. Східний кордон округу утворює наступна за нею гірська ланцюг. Її найвища вершина, гора Shën Noi i Madh (1848 м) одночасно є і найвищою точкою округу. Цей ланцюг утворює вододіл між долиною річки Маті і кордоном з округом Мати. Наступною частиною цього ланцюга є Mali me Gropa (укр. Гора в дірках): сумовитий ландшафт з численними карстовими воронками що нагадує місячну поверхню. Найвища точка тут — Maja e Miçeku të Shënmërisë (1828 м).

## Історія
Хоча місто Тирана була засноване лише у 1614 році, регіон має давню історію. Люди оселилися тут ще в кам'яну добу. Біля підніжжя гори Дайті у Rrëza e Dajtit і у великій печері Pëllumbas в ущелині річки Ерзені (Gryka e Skronës) були виявлені численні археологічні знахідки, що датуються кам'яною добою і більш пізніми епохами. До залізної доби відноситься фортечна споруда Kalaja e Dorzit на високому пагорбі в 20 км на південний захід від Тирани. Це укріплення оточене кам'яною стіною довжиною 300 м. Наступна фортеця належала вже іллірійській епосі (III–II тисячоліття до н.е.): Фортеця Persqop була розташована на горі на схід від села Петрела (Petrela). Зберігся лише фрагмент кам'яної стіни завдовжки 30 м і висотою 6 м. У фортеці було знайдено також і стародавнє поховання.
У пізню античність та середні віки з'явилися інші фортеці, покликані захищати і контролювати територію регіону та його торгові шляхи. В районі Тирани дороги, що ведуть з півночі на південь, перехрещувалися з дорогами, провідними від узбережжя в центральні райони Балканського півострова. Найвідомішою і доступною фортецею була фортеця Петрела, що була в XV столітті частиною захисних укріплень Скандербега. Фортеця побудована на високій горі захід від села, з неї відкривається вид на всю долину Ерзені. Перші укріплення тут з'явилися, ймовірно, ще в III столітті. В XI столітті вони були розширені і служили опорним пунктом для численних правителів Центральної Албанії. Пізніше додалася обвідна стіна, яка захищала маленьку, але героїчну фортецю. За часів Скандербега вона була частиною єдиної захисної системи, всередині якої оповіщення про небезпеку здійснювалося від однієї фортеці до іншої.
На західному схилі Дайті на висоті 1200 м знаходяться руїни фортеці Даічі, спорудженої в IV столітті і дозволяла контролювати великі території. Далі можна назвати фортеця на північно-західному схилі Дайті у села Tujan приблизно тієї ж епохи і що контролювала через ущелину річки Тирана провідну на схід дорогу. В VI столітті Юстиніан I велів закласти фортецю на території сучасного центру міста Тирана. На противагу іншим фортецям вона стоїть не на горі, а на рівнині. Залишки мозаїчної розпису в древньої християнської церкви в Тирані небагатьом старший за неї. У західній частині тиранська рівнини до наших днів збереглася фортеця Preza, споруджена імовірно лише в XV столітті і також що була частиною захисних укріплень Скандербега. Наступні зміцнення знаходилися поблизу села Ndroq, в найвужчому місці долини Ерзені на заході, біля села Lalmi на південно-західній околиці Тирани на північному березі Ерзені і близько села Shën Gjergj на сході округу по дорозі, що веде в округи Мат і Дібра.
У 1902 році поблизу села Vrap на південному заході округу селянин знайшов на своєму полі скарб із золотих і срібних монет, в якому серед іншого знаходилися ще 9 золотих і 30 срібних судин і прикраси. Всі речі були створені аварами в VIII столітті. 39 предметів цього скарбу перебувають зараз в музеї мистецтв «Метрополітен» у Нью-Йорку.
Під час Другої світової війни пагорби і гори, що оточують Тирану, служили притулком албанським партизанам. У селі Peza на північний захід від Тирани 16 вересня 1942 на так званій Пезанській конференції був створений Національне визвольний рух. А у 1943 році в селі Mukja північніше Тирани албанські комуністи і націоналісти домовилися про спільну роботу албанського опору проти фашистських загарбників.

## Транспорт
Тирана була заснована на перетині стародавніх торгових шляхів. В наші дні[коли?] столиця Албанії і сама є вузловим пунктом автомобільних доріг, правда поки тільки в трьох напрямках: на північ, південь і захід. Є залізничне сполучення і єдиний в Албанії міжнародний аеропорт. Багато населених пунктів, що лежать поза цих доріг, досі є важкодоступними.
Автобан і залізниця йдуть із тиранської долини в північно-західному напрямку. Уздовж цих доріг по шляху в Дуррес останнім часом з'явилися численні підприємства послуг і промисловості. Іншим вузловим пунктом є Вора, на півдорозі між Тираною і Дурресом. Звідси веде дорога в аеропорт і в Північну Албанію, а також залізнична гілка в Шкодер. Інші важливі дороги ведуть з Тирани прямо на північ, в Дуррес через південний напрямок і в Ельбасан через гори Крраба. Дорога на схід через гори поки залишається тільки в планах. Загальний стан доріг у країні не найкращий: єдиний автобан в країні завдовжки всього кілька десятків кілометрів, до 1991 року приватна власність на машини була заборонена, і тепер дороги не справляються з усе зростаючим потоком машин. Крім того, вихлопи машин, більшість з яких старого випуску, погано розсіюються в долині, що стало серйозною проблемою. Громадський транспорт представлений виключно автобусами.

## Адміністративний поділ
На території округу розташовані три міста: Тирана, Вора і Камез і громади: Baldushk, Bërzhita, Bërxull, Dajt, Farka, Kashar, Крраба, Ndroq, Pashkuqan, Petrela, Peza, Preza, Shëngjergj, Vaqarr, Zall Bastar, Zall Herr.